# 蒲郡球場
蒲郡球場（がまごおりきゅうじょう）は、愛知県蒲郡市の蒲郡市公園グラウンド内にある野球場。

## 概要
施設は蒲郡市が所有し、NPO法人蒲郡アスリートコミュニケーションズが指定管理者として運営管理を行っている。球場の正式名称は蒲郡球場だが、他の名称は公園グランド野球場。

## 沿革
- 1973年（昭和48年）7月開場。

## 特色
主に高校野球や中学野球などのアマチュア野球に使用される。また、中日ドラゴンズの2軍戦が年に1度行われている。

## 施設概要
- 両翼：93m、中堅：119m
- 内野：クレー舗装、外野：天然芝
- スコアボード：電気式
- 収容人員：7,000人（内野席：4,000席、外野芝生席：3,000席）

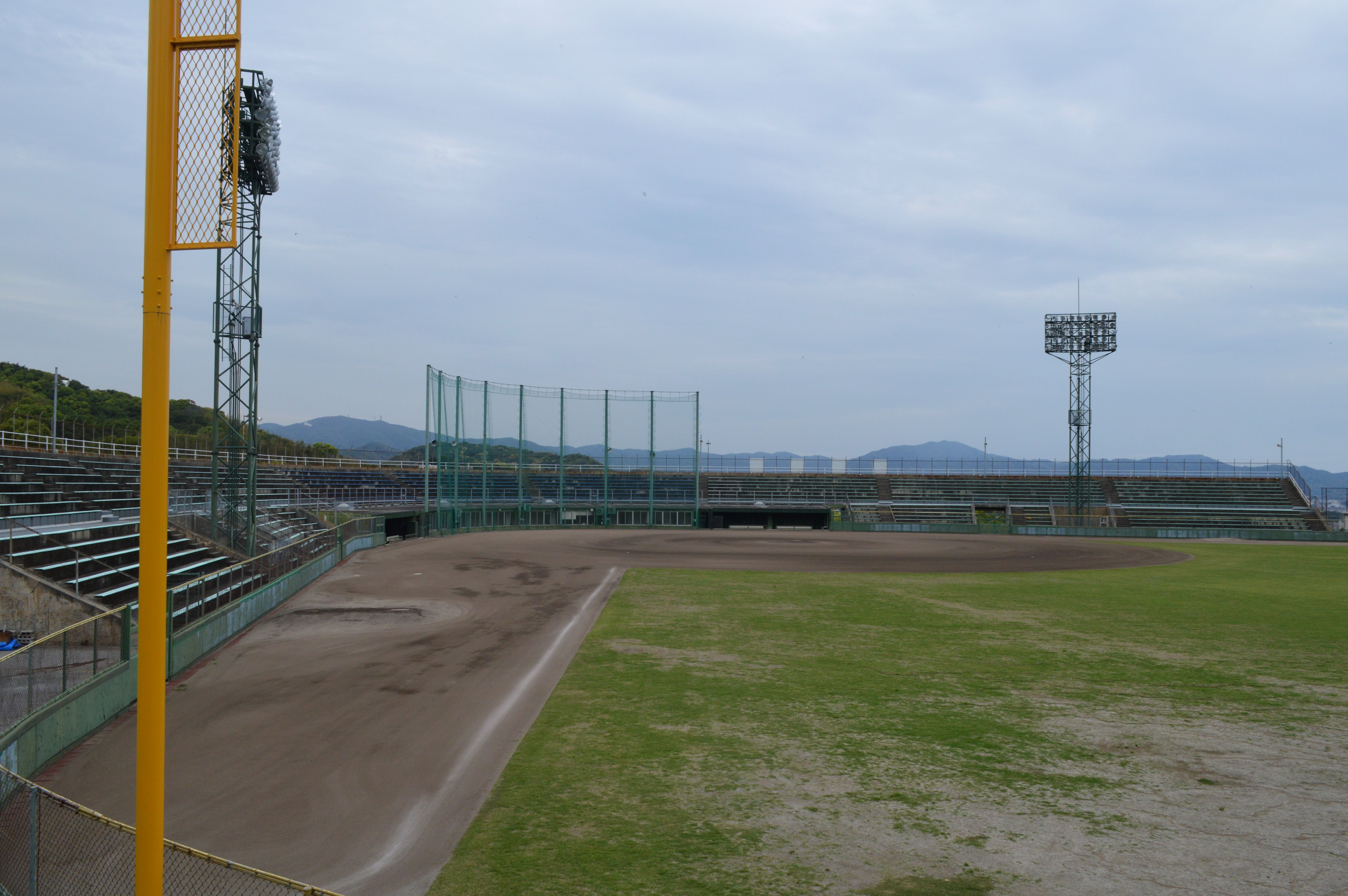
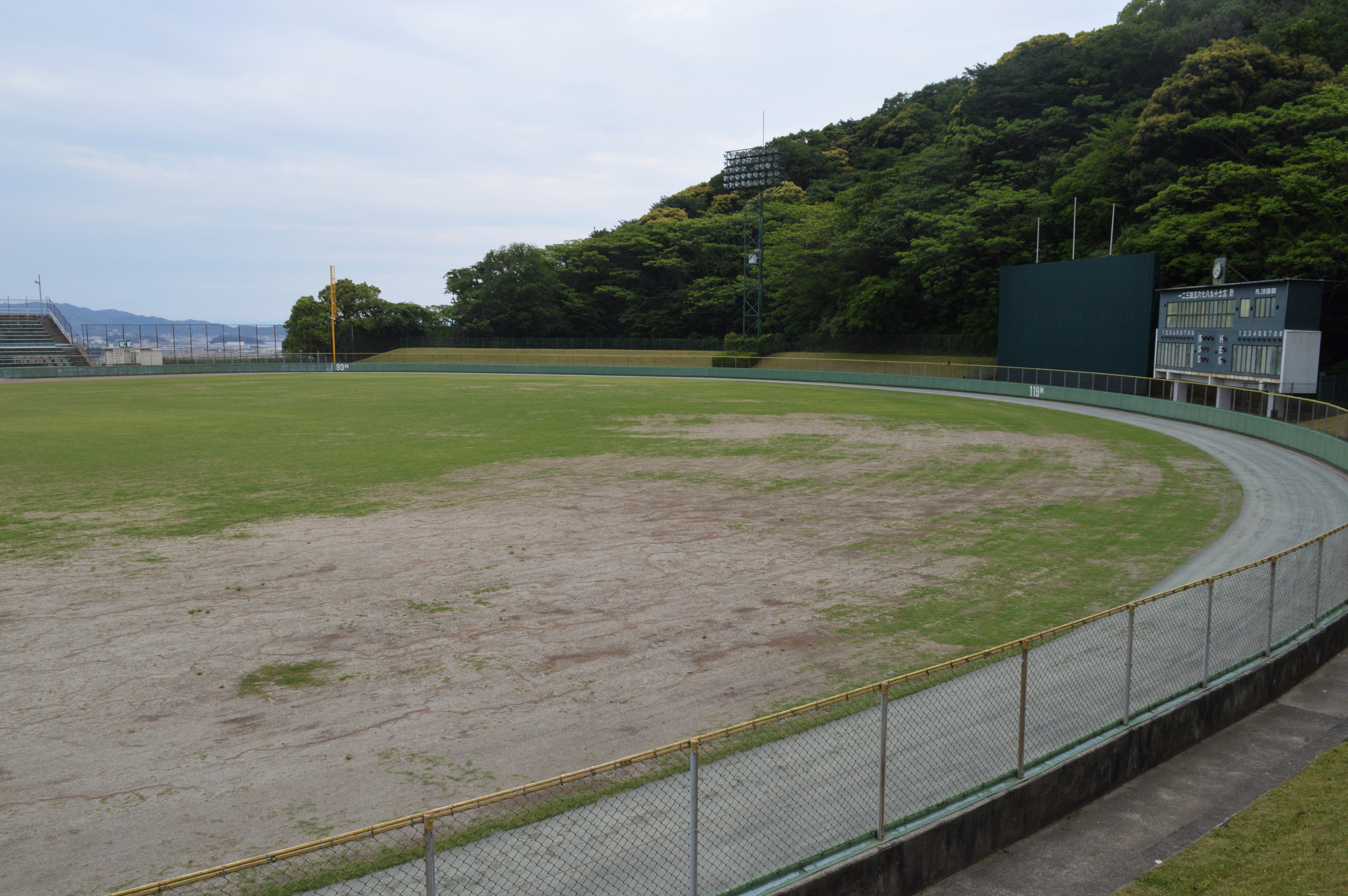

- 照明：4基

## 公園グランド内の他の施設
- 陸上競技場
- 管理棟